# 22489 Yanaka
22489 Yanaka è un asteroide della fascia principale. Scoperto nel 1997, presenta un'orbita caratterizzata da un semiasse maggiore pari a 2,6927157 UA e da un'eccentricità di 0,1891442, inclinata di 12,18181° rispetto all'eclittica.
L'steroide è dedicato all'astronomo giapponese Tetsuo Yanaka.